# Amphiselenis
Amphiselenis is een geslacht van vlinders uit de familie van de prachtvlinders (Riodinidae), onderfamilie Riodininae.
Amphiselenis werd in 1888 voor het eerst wetenschappelijk beschreven door Staudinger.

## Soort
Amphiselenis omvat de volgende soort:
- Amphiselenis chama (Staudinger, 1887)